# The Dark Element (альбом)
«The Dark Element» — дебютний студійний альбом фінсько-шведського хеві-метал/симфо-метал-гурту The Dark Element. Альбом вийшов 10 листопада 2017.

## Список композицій
Автор музики і слів Jani Liimatainen. 
| #   | Назва                      | Тривалість |
| --- | -------------------------- | ---------- |
| 1.  | «The Dark Element»         | 4:26       |
| 2.  | «My Sweet Mystery»         | 4:59       |
| 3.  | «Last Good Day»            | 4:13       |
| 4.  | «Here's to You»            | 4:15       |
| 5.  | «Someone You Used to Know» | 4:24       |
| 6.  | «Dead to Me»               | 5:28       |
| 7.  | «Halo»                     | 4:25       |
| 8.  | «I Cannot Raise the Dead»  | 4:25       |
| 9.  | «The Ghost and the Reaper» | 5:21       |
| 10. | «Heaven of Your Heart»     | 4:46       |
| 11. | «Only One Who Knows Me»    | 5:09       |

| Японське видання (бонусний трек) | Японське видання (бонусний трек)      | Японське видання (бонусний трек) |
| #                                | Назва                                 | Тривалість                       |
| -------------------------------- | ------------------------------------- | -------------------------------- |
| 12.                              | «Dead to Me» (майже акустична версія) | 5:07                             |
| 56:58                            |                                       |                                  |

## Учасники запису
The Dark Element
- Анетт Ользон — вокал та бек-вокал
- Яні Лііматайненом — електрогітара, ритм-гітара, клавіші, програмування, бек-вокал, музичний продюсер
- Йонас Кульберг — бас-гітара
- Яні Хурула — барабани

Додаткові музиканти
- Яркко Лахті — фортепіано у треках № 5 та № 10
- Нііло Севанен — гроулінг у треку № 6
- Анссі Стенберг, Петрі Ахо — бек-вокал

## Чарти
| Чарт (2017)           | Місце |
| --------------------- | ----- |
| Finnish Albums Chart  | 43    |
| Swiss Albums Chart    | 94    |
| UK Rock & Metal Chart | 14    |